# Система захисту від зіткнення з дротом

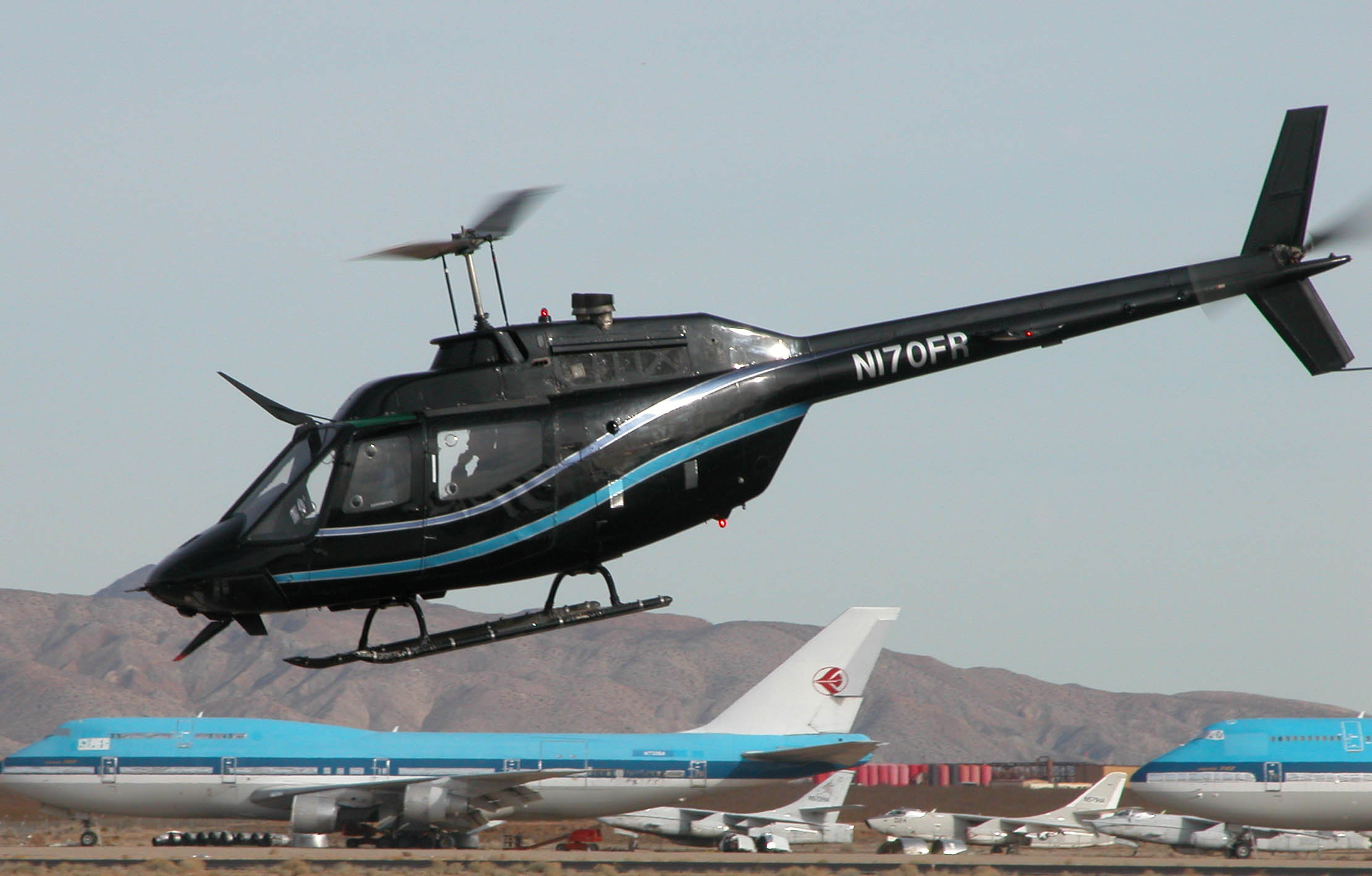
Bell 206 з різаками WSPS над і під кабіною.

Система захисту від зіткнення з дротом (англ. wire strike protection system, WSPS) — запобіжний пристрій, що встановлюється на гелікоптері для його захисту в разі контакту з горизонтально натягнутими дротами (зокрема, лініями електропередачі) під час польоту на низькій висоті. Пристрій призначений для зменшення ризику потенційно смертельних наслідків зіткнення з дротом, таких як пробивання дротом вітрового скла, заплутування в несучому гвинті, намотування на шасі або склоочисники тощо.
Система зазвичай складається з різака у верхній передній частині фюзеляжа, різака у нижній передній частині фюзеляжа, а також дефлектора посередині вітрового скла, який потрібен для того, щоб дріт ковзнув по ньому до різаків (або відразу розірвався вже при зіткненні з дефлектором). Для правильного спрацювання системи зіткнення має відбутися під кутом менш як 90 градусів і на швидкості понад 30 вузлів (56 км/год). За оптимальних умов WSPS ріже кабелі діаметром до 10 мм із міцністю на розрив до 5400 кг.

## Історія
Компанія Bristol Aerospace розробила WSPS в травні 1979 року за контрактом із Збройними силами Канади. Компанія провела серію з 52 випробувань, встановивши систему на фюзеляж розбитого гелікоптера OH-58 Kiowa. Піддослідний фюзеляж ставили на вантажівку з бортовою платформою та наштовхували на дроти зі швидкістями від 13 до 52 вузлів (тобто від 24 до 97 км/год) під кутами від 0 до 45°. Використовувалися кабелі, які зазвичай застосовуються на повітряних лініях електропередачі та телекомунікаційних лініях, в тому числі 9,5 мм семижильний сталевий трос із міцністю на розрив понад 4500 кг:стор. 9–10.
Оскільки ці випробування не визначили ефективність нижнього різака, а також проводилися на землі та не оцінювали, як зіткнення дроту з різаком вплине на орієнтацію гелікоптера під час польоту, в жовтні 1979 року Дослідницька лабораторія Армії США провела додаткові експерименти у дослідницькому центрі Ленглі :11.  OH-58 Kiowa підвісили до кінця кабелю довжиною 60 м, відтягнули назад і відпустили, щоб він внаслідок маятникового руху наштовхувався на дроти, горизонтально натягнуті на висоті приблизно 6,7 м:14. Також було випробувано додаткові дефлектори для захисту полозів, шасі та хвостової стріли (включаючи гвинт і вертикальний стабілізатор), але ці пристрої було визнано неефективними:11, 15–19, 41. У 1981 і 1982 роках аналогічні експерименти було проведено в Ленглі з гелікоптерами UH-1 Iroquois  і AH-1S.
З огляду на результати експериментів було проведено програму модернізації, згідно з якою в армії Сполучених Штатів були оснащені WSPS усі малі та середні гелікоптери (OH-58, UH-1, OH-6, AH-1, UH-60 та AH-64). Програму було остаточно виконано в 1992 році. Між 1996 і 2002 роками в армії США не було жодного катастрофічного випадку внаслідок зіткнення гелікоптеру з дротом.
У цивільних вертольотах використання WSPS було визнано необхідними для сільськогосподарських польотів:37–38.  З 208 аварій, пов'язаних із зіткненням з дротами у 1970-х роках, ця система дозволила б уникнути майже половини:45 :5;7. Найбільш частою причиною аварій з цивільними гелікоптерами з 1975 і 1977 було зіткнення з дротами і стовпами:1.

## Виробники
Придбавши Bristol Airplane Company, компанія Magellan Aerospace зробила WSPS своєю торговельною маркою та виробляє під нею системи захисту від дротів для деяких із найпоширеніших моделей вертольотів (AW119, Bell 412, MD 900, Sikorsky S-76).
Згодом інші компанії також запатентували аналогічні протидротові системи для інших моделей гелікоптерів: Dart Aerospace (EC 135, AW139, AS 350, Bell 407), MD Helicopters, Eurocopter і Bell Helicopter Textron.
Враховуючи його корисність і низьку вартість, пристрій встановлений на 30 % вертольотів у США.